# Энегольм, Илья Иванович
Илья Иванович Энегольм (1764—1838) — военный врач, доктор медицины, инспектор студентов Санкт-Петербургской медико-хирургической академии, главный доктор армии, действительный статский советник.

## Биография
Родился 14 октября 1764 года в деревне Лунд (швед. rusthållet Lund) прихода Квиллинг в Швеции в семье проповедников прядильной фабрики в Норрчёпинге Йохана Энхольма (швед. Johan Enholm) и Элизабет Маргареты Изер (швед. Elisabeth Margaretha Iser). Его отец рано умер, мать повторно вышла замуж за землемера П. А. Видена (швед. P. A. Widén), который и воспитал Энегольма. С 1775 года учился в школе в Линчёпинге, там же окончил гимназию. 3 октября 1781 года поступил в Упсальский университет, откуда был выпущен 16 февраля 1785 года со званием лекаря.
В 1785 году приехал в Россию и, выдержав экзамен в медицинской коллегии 8 января 1786, получил право лекарской практики и занимался ею около трех лет. 13 ноября 1788 поступил на службу лекарем в финляндскую армию, в формировавшийся тогда в Выборге походный госпиталь, но в начале следующего года был переведен уездным лекарем в Выборгский и Сердобольский уезды Выборгского наместничества. Желая получить докторский диплом, 19 мая 1789 года прикомандировался к Калинкинскому госпиталю, где слушал лекции в учрежденном при нём хирургическом институте. В 1790 году защитил диссертацию «О возрастных болезнях» и 1 марта того же года сдал экзамен на звание доктора медицины, получив право свободной практики. 15 апреля того же года был назначен в финляндскую армию, оставаясь, впрочем, все время в Нейшлотском ретраншементе. Был дивизионным доктором, старшим лекарем госпиталей в Выборге и Варшаве, а с 1794 года корпусным доктором. Обратил на себя внимание как способный и энергичный врач, поэтому когда решено было учредить в России врачебные управы, в 1797 году был назначен первым инспектором Литовской (впоследствии Виленской) губернии. Свою управу ему пришлось открывать одному, потому что другие члены управы еще не были назначены. Работы в Литовской губернии было много, так как медицинское дело в ней было совершенно неорганизованно. Энегольм деятельно принялся за работу. В скором времени врачебная управа уже существовала не только по имени, но и фактически. Главная медицинская коллегия, видя заслуги Энегольм, избрала его в 1802 году своим почётным членом. Около этого же времени он прислал в медицинский совет свое сочинение на латинском языке «Гнилая и чумная горячка», которое было одобрено медицинским советом. С 1805 года военно-медицинский инспектор Литвы. В том же году принял участие в организации Виленского медицинского общества и в 1807 году был его председателем. В период наполеоновских войн[уточнить] и русско-шведской войны 1808—1809 годов генерал-штаб-доктор армии. В 1809 году вышел в отставку с военной службы. В том же году при участии графа А. А. Аракчеева был назначен инспектором студентов Санкт-Петербургской медико-хирургической академии. В этой должности он прослужил свыше 20 лет, причем ему неоднократно приходилось исполнять обязанности президента академии.
Был произведён в действительные статские советники (1826), получил ордена св. Анны 1-й степени, св. Станислава 1-й степени и св. Владимира 3-й степени. Исполняя свои обязанности инспектора, он в то же время постоянно принимал участие в качестве члена в разных комиссиях и комитетах и, кроме того, довольно много писал по медицине. В издававшемся медико-хирургической академией «Всеобщем Журнале Врачебной Науки» им были помещены статьи:
- О наружном употреблении табачных листов, производящих рвоту (1811 г., № 2),
- Смертельные переносы после залечения свищей (1811 г., № 6),
- О судорожном кашле (1812 г., № 1, 2),
- О наростах чрезвычайной величины на ноздрях (1812 г., № 5),
- Краткое обозрение ипохондрии (1813 г., № 4, 5).

Им была издана «Карманная книга военной гигиены», сочинение, которому он посвятил около трех лет труда.
В 1831 году вышел в отставку. Скончался 3 (15) сентября 1838 года в Российской империи.

## Семья
- Первая жена с 1790 года — Елена Хедвиг Грефве (швед. Helena Hedvig Grefve; 1766—1797), дочь фармацевта Йохана Георга Грефве (швед. Johan Georg Grefve) из Выборга.
- Вторая жена с 1809 года — Анна Элизабет Грефве (швед. Anna Elisabeth Grefve; 1770—?), сестра первой жены, вдова надворного советника Алопеуса (швед. hovrådet Alopæus)[1].

## Награды
- Орден святой Анны 1-й степени.
- Орден святого Станислава 1-й степени.
- Орден святого Владимира 3-й степени[2].
- Почётный член Государственной медицинской коллегии (с 1802).
- Почётный член Медицинского совета Министерства просвещения (с 1809)[3].
- Рыцарь Ордена Вазы (1810) за медицинскую помощь пленным и раненым шведским офицерам во время русско-шведской войны 1808—1809 годов[1].